# Cathaymyrus
Cathaymyrus je vyhynulý primitivní strunatec ze spodního kambria (asi před 525 miliony lety). Byl nalezen v čínské provincii Jün-nan v lokalitě Čcheng-ťiang (anglický přepis Chengjiang). Je znám pouze v jednom exempláři. Podobnou fosílií je Yunnanozoon.